# Nationaal park Stara Planina
Het Nationaal park Stara Planina (Servisch: Национални парк Стара планина; Nacionalni park Stara Planina) is een nationaal park in het Balkangebergte in Servië. Het werd in 2022 ingesteld als nationaal park (tot 2022 was het een natuurpark, een minder strikt beschermd natuurgebied). Het park is 1200 vierkante kilometer groot en omvat een gebied in Oost-Servië met bergen, kloven en watervallen.
Đerdap · 
Fruška Gora ·  
Kopaonik ·
Kučaj-Beljanica ·
Stara Planina ·
Tara